# Cuộc săn bắt của Piranha
Cuộc săn bắt của Piranha (tiếng Nga: Охота на пиранью) là một bộ phim hành động của đạo diễn Andrey Kavun, công chiếu lần đầu vào ngày 6 tháng 4 năm 2006. Bộ phim dựa trên nội dung loạt tiểu thuyết best-seller cùng tên của Aleksandr Bushkov, kể về hành trạng và những chuyến phiêu lưu của một nhân vật hư cấu có tên là Kirill Mazur - biệt danh "Piranha" (Cá Răng đao).

## Diễn viên
- Vladimir Mashkov... Kirill Mazur
- Евгений Миронов... Прохор
- Светлана Антонова... Ольга
- Сергей Гармаш... «Зима» (Николай)
- Андрей Мерзликин... Штабс
- Михаил Ефремов... Начальник УВД (Дорохов)
- Алексей Горбунов... Кузьмич
- Виктория Исакова... Синильга
- Анна Банщикова... Виктория
- Анна Уколова... Нина (жена паромщика)
- Рамиль Сабитов... Ибрагим
- Александр Голубев... Белобрысый

## Ê-kíp
- Họa sĩ: Igor Shchelokov
- Âm thanh: Sergey Chuprov
- Âm nhạc: Dmitry Taravkov (TAR), Vitaly Artist
- Phục trang: Lyudmila Gaintseva

## Ca khúc trong phim
1. TAR — «Эвенкийский Блюз»
2. Гандурас — «Капитан»
3. TAR feat. Болот — «Тема Эвенка»
4. TAR & Место встречи feat. Вера Алоэ — «Кем он был...»
5. TAR — «Тема тайги»
6. За Деньги — «Хочется жить»
7. Вера Алоэ — «У неба на глазах»
8. TAR — «Смерть охотницы»
9. TAR — «Тема Вики»
10. Слот — «Пуля»
11. beZ bileta feat. Болот — «Сибирская Охота»
12. TT-34 — «Иной»
13. TT-34 — «Медляк»
14. beZ bileta — «Готовься к бою»
15. Гандурас — «Спецназовец»
16. beZ bileta — «Бой. Завод»
17. TAR feat. Болот — «Эвенкийский Блюз (Original)»
18. TT-34 — «Два шага до неба»
19. Шнель Шпрехен — «Гетто-диско»
20. beZ bileta — «В огне»
21. Вера Алоэ
22. Неонавт — Полароиды
23. Rob Terry & Mesmer — «Piranha Mix»
24. TAR — «Прощальная»